# Клокочика
Клокочика или клокоч (лат. Staphylea pinnata) је врста која припада роду Staphylea и распрострањена је на територији Мале Азије, централне Европе и јужне Европе. На територији Републике Србије је проглашена заштићеном врстом Правилником о проглашењу и заштити строго заштићених и заштићених дивљих врста биљака, животиња и гљива.

## Опис
Клокочика има форму жбуна (до 5 m) или ниског дрвета (до 7m) са пречником стабла до 20 cm. Гранчице одликују бројне беличасте, издужене лентицеле, док су старије гранчице са сивим браздама. Кора стабла је са израженим белим пругама па се у народу ова врста назива и "писано дрво". Листови су непарно перасти, наспрамни, на дугој дршци обично 5 листића. Цветови су двополни са чашичним листићима који су беложуте боје, на врховима црвенкасте. Крунични листићи без длака, а временом опадају. Круница је звонастог облика, а изграђују је овални листићи, често дужи од чашичних. Цвета током маја, а плод и семе сазревају током октобра. Плод је објајаста, висећа чахура, у њој до 2 семена.
Расте у шумама китњакa и граба и у појасу брдских букових шума. Обично на свежим и неутралним или слабо киселим земљиштима.

## Употреба
Клокочика се у многим деловима Европе назива и магичном биљком услед примене у народној медицини и коришћењу у различитим обредима. Истраживања показују да етанолни екстракт ове врсте има антибактеријско дејство, док метанолни екстракт показује антиинфламаторни ефекат. 
У Украјини младој телади се буше рогови, а у рупе ставља сребро са концем свиле, а затим се рупе затварају комадом клокочике. На овај начин је према веровању теле је заштићено од враџбина и урока. У Пољској је постојало веровање да се ђаво плаши клокочике па су људи често носили са собом плодове ове биљке услед заштите од громова и враџбина. 
Дрво клокочике има и економски значај. Често се жбунови ове врсте саде по парковима, али такође погодно је за обраду у индустирји прераде дрвета.